# Nikomorfin

Strukturformel för nikomorfin.

Nikomorfin (systematiskt namn 3,6-dinikotinoylmorfin, summaformel C29H25N3O5) är ett morfinderivat som är smärtstillande. CAS-nummer 639-48-5.
Substansen är narkotikaklassad och ingår i förteckningen N I i 1961 års allmänna narkotikakonvention, samt i förteckning II i Sverige.